# Ad Dis (huyện)
Huyện Ad Dis là một huyện thuộc tỉnh Hadramawt, Yemen. Đến thời điểm năm 2003, huyện này có dân số 23092 người